# Discodeles
Discodeles es un subgénero de anuros de la familia Ceratobatrachidae. Se distribuyen por Oceanía en las islas Bismarck, las islas del Almirantazgo y las Salomón.

## Especies
Se reconocen las siguientes según ASW:
- Cornufer guppyi (Boulenger, 1884)